# Synagogue Etz Chaim (Athènes)
La synagogue Etz Chaim, en hébreu : בית כנסת עץ חיים, également appelée synagogue Ioannina, est une synagogue, située 8 rue Melidóni, dans le quartier de Thissío à Athènes en Grèce, à proximité de la synagogue Beth Shalom, située au no 5 de la même rue.
Ces deux synagogues sont dirigées par le rabbin Gabriel Negrin, qui a été élu par le conseil de la communauté juive d'Athènes, après la mort du chef de longue date Jacob Arar, en 2014.

## Galerie

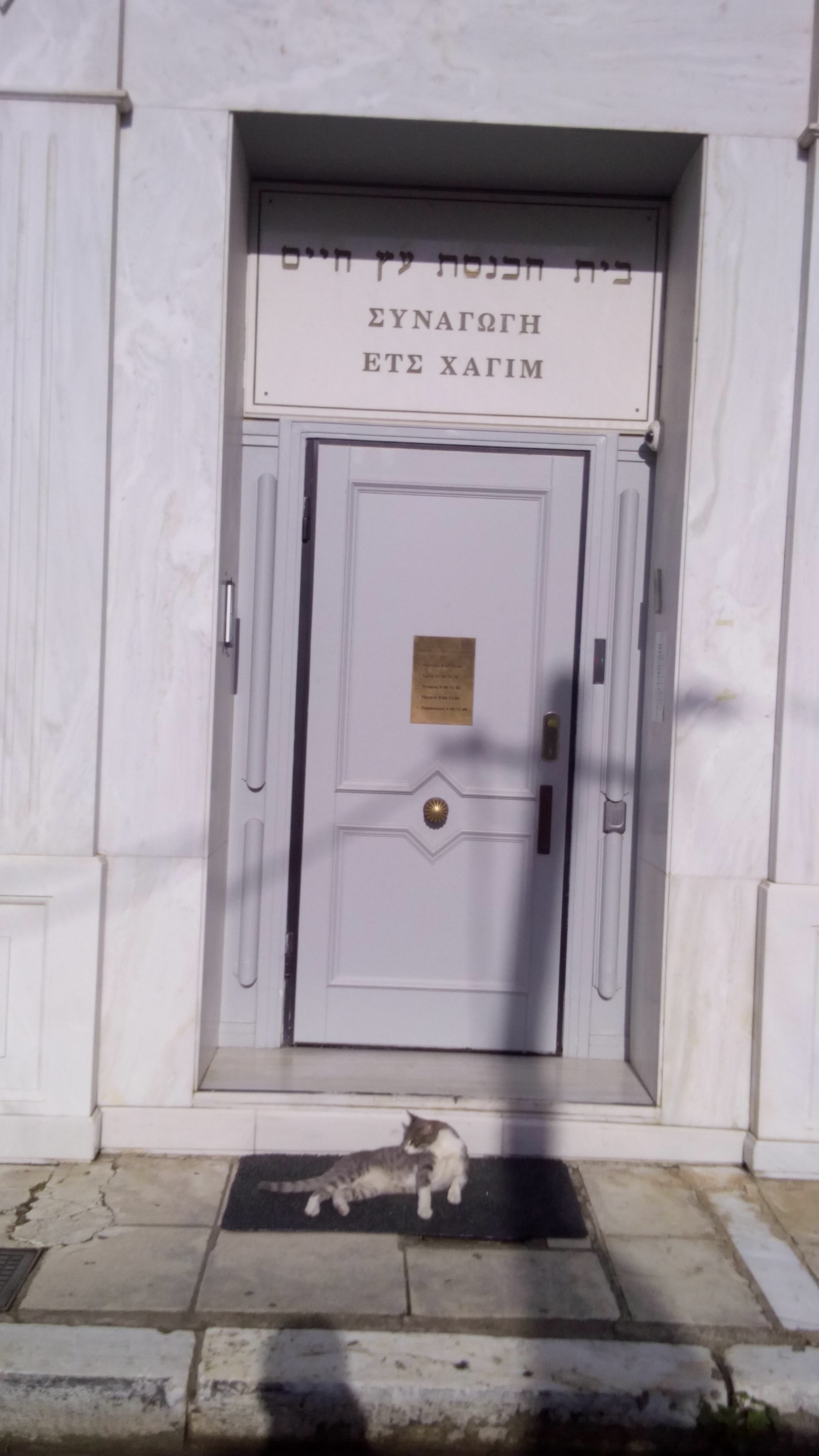
Entrée de la synagogue.
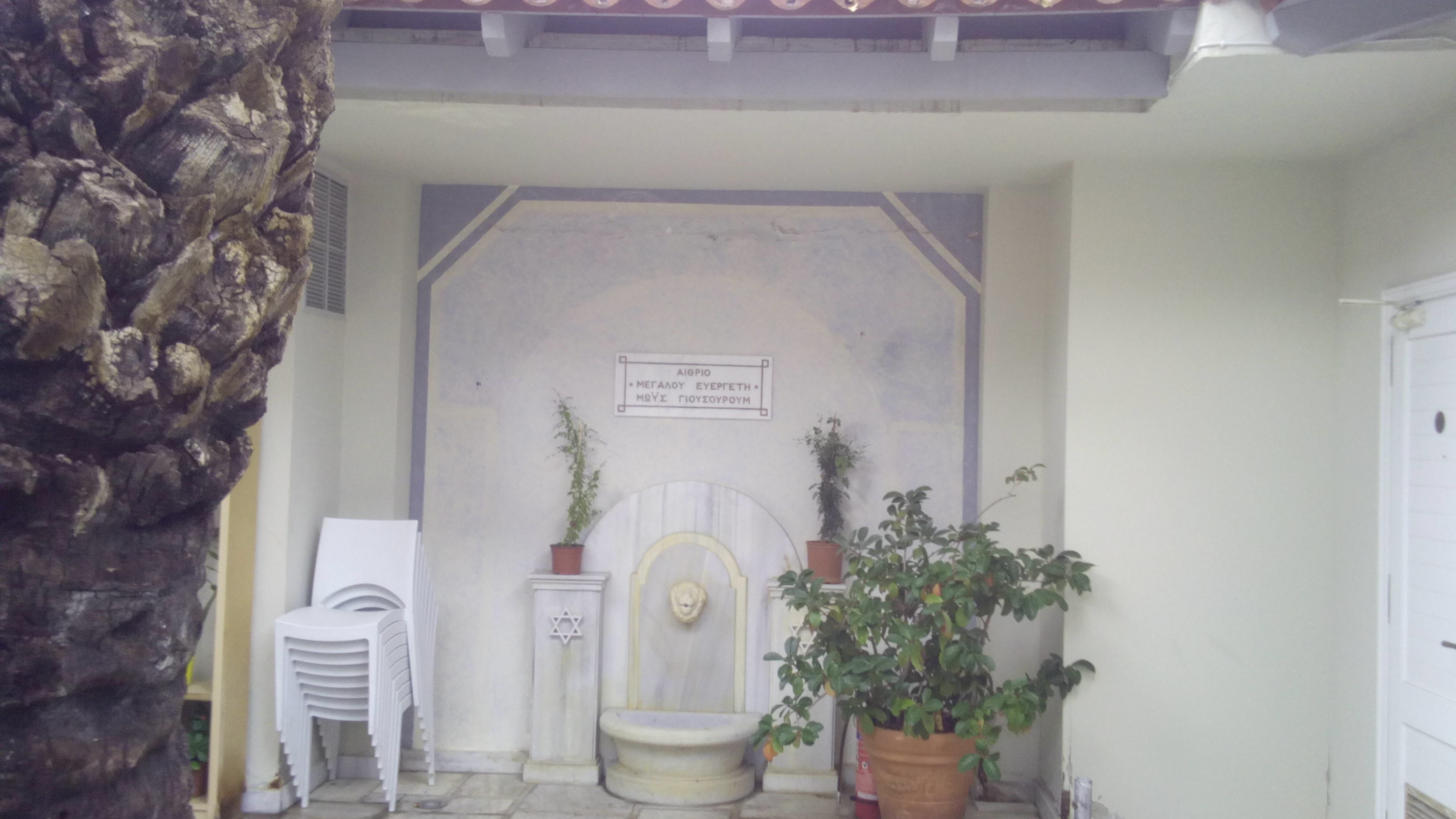
Cour dans la synagogue.
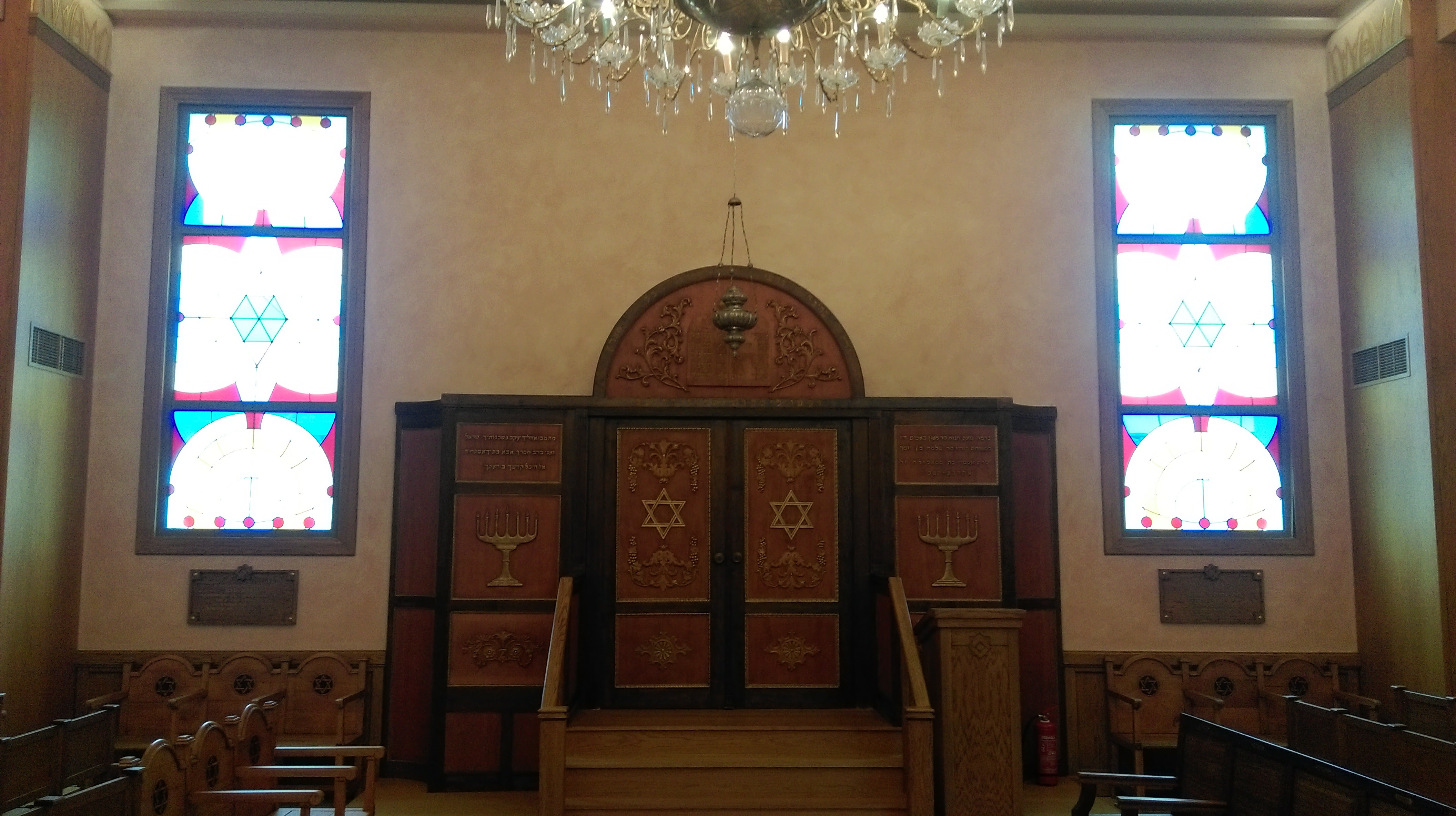
Intérieur de la synagogue.

## Source de la traduction
- (en) Cet article est partiellement ou en totalité issu de l’article de Wikipédia en anglais intitulé « Etz Chaim Synagogue (Athens) » (voir la liste des auteurs).